# François Noudelmann

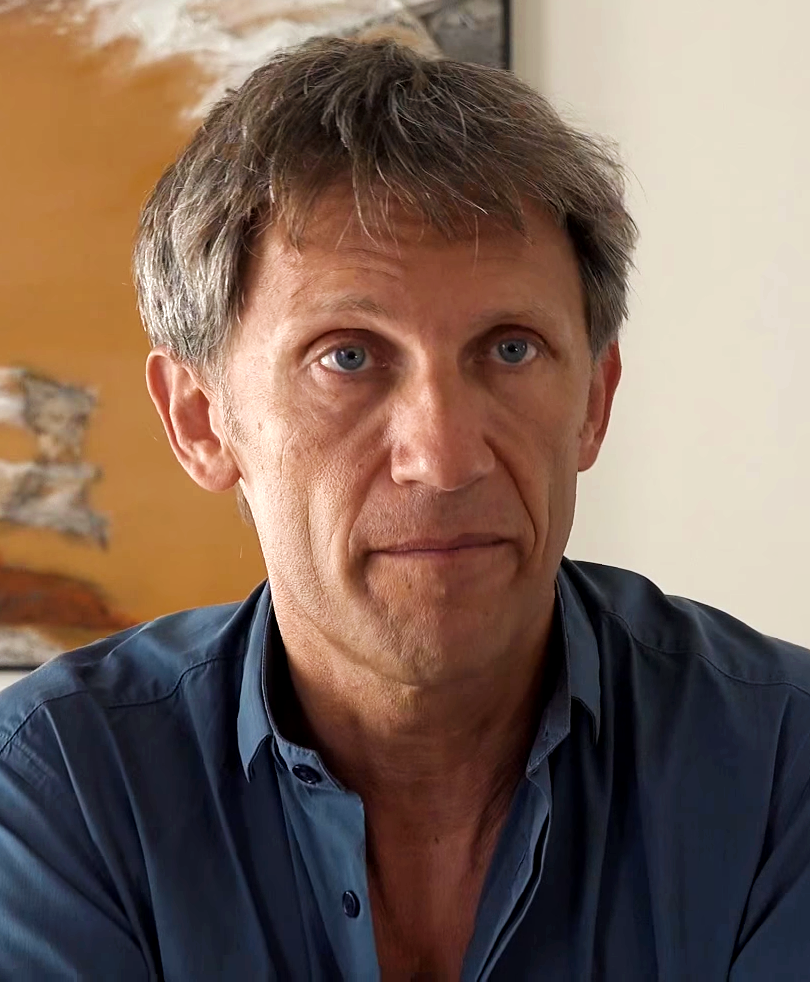
François Noudelmann (2015)

François Noudelmann ist ein französischer zeitgenössischer Philosoph, Universitätsprofessor und Radiomoderator.

## Leben
François Noudelmann ist Professor an der Universität von Paris, der Johns Hopkins University in Baltimore und der New York University. Zwischen 2001 und 2004 war er Direktor des Collège international de philosophie in Paris.
Zwischen 2002 und 2010 moderierte François Noudelmann die wöchentliche Radioshow Les Vendredis de la philosophie and Macadam philo. Von 2008 bis 2009 koordinierte er das Blog-Projekt 24 heures philo für die französische Zeitung Libération.  Seit September 2010 moderiert er Je l’entends comme je l’aime, eine sonntagabendliche Radioshow auf France Culture.
2021 nahm Noudelmann am Prix Goncourt teil, bei dem seine Lebenspartnerin Camille Laurens als Jurorin fungierte.

## Werke

### Bücher
- Huis clos et Les mouches de Jean-Paul Sartre, Éditions Gallimard, 1993, rééd. 2006. ISBN 2-07-038661-9
- La Culture et l’homme, avec G. Barrère et MP Lachaud, Dunod, 1994. ISBN 978-2-10-002023-2
- Sartre: L’incarnation imaginaire, L’Harmattan, 1996. ISBN 978-2-7384-4010-5
- Image et absence: Essai sur le regard, L’Harmattan, 1998. ISBN 978-2-7384-6623-5
- Beckett ou La scène du pire, Honoré Champion, 1998. ISBN 978-2-7453-2141-1
- Avant-gardes et modernité, Hachette, 2000. ISBN 978-2-01-145286-3
- Pour en finir avec la généalogie, Léo Scheer, 2004. ISBN 978-2-915280-58-6
- Jean-Paul Sartre, Adpf publications, 2005. ISBN 978-2-914935-36-4
- Samuel Beckett, with B. Clément, Adpf publications, 2006. ISBN 978-2-914935-64-7
- Hors de moi, Léo Scheer, 2006. ISBN 2-7561-0020-X
- Le Toucher des philosophes. Sartre, Nietzsche et Barthes au piano, Éditions Gallimard, 2008 (grand prix des Muses 2009). ISBN 2-07-012195-X

### Andere Publikationen
- La nature, de l’identité à la liberté, S.T.H., 1991.
- Le corps a découvert, S.T.H., 1992.
- Suite, série, séquence, with D. Moncond'huy, 1998.
- Ponge: matière, matériau, matérialisme, with N. Barberger and H. Scepi, La Licorne, 2000.
- Scène et image, with D. Moncond'huy, La Licorne, 2000.
- Roland Barthes après Roland Barthes, with F. Gaillard, P.U.F., 2002.
- L’étranger dans la mondialité, P.U.F., 2002.
- Le matériau, voir et entendre, with A. Soulez, P.U.F., 2002.
- Politiques de la communauté, with G. Bras, P.U.F., 2003.
- Les 20 ans du Collège international de philosophie, with A. Soulez, Rue Descartes, P.U.F., 2004.
- Politique et filiation, with R. Harvey and E-A Kaplan, Kimé, 2004.
- Dictionnaire Sartre, with G. Philippe, Honoré Champion, 2004.
- Filiation and its discontents, with R. Harvey and E-A Kaplan, SUNY-SB papers, 2009.